# Convención Nacional Republicana de 1980

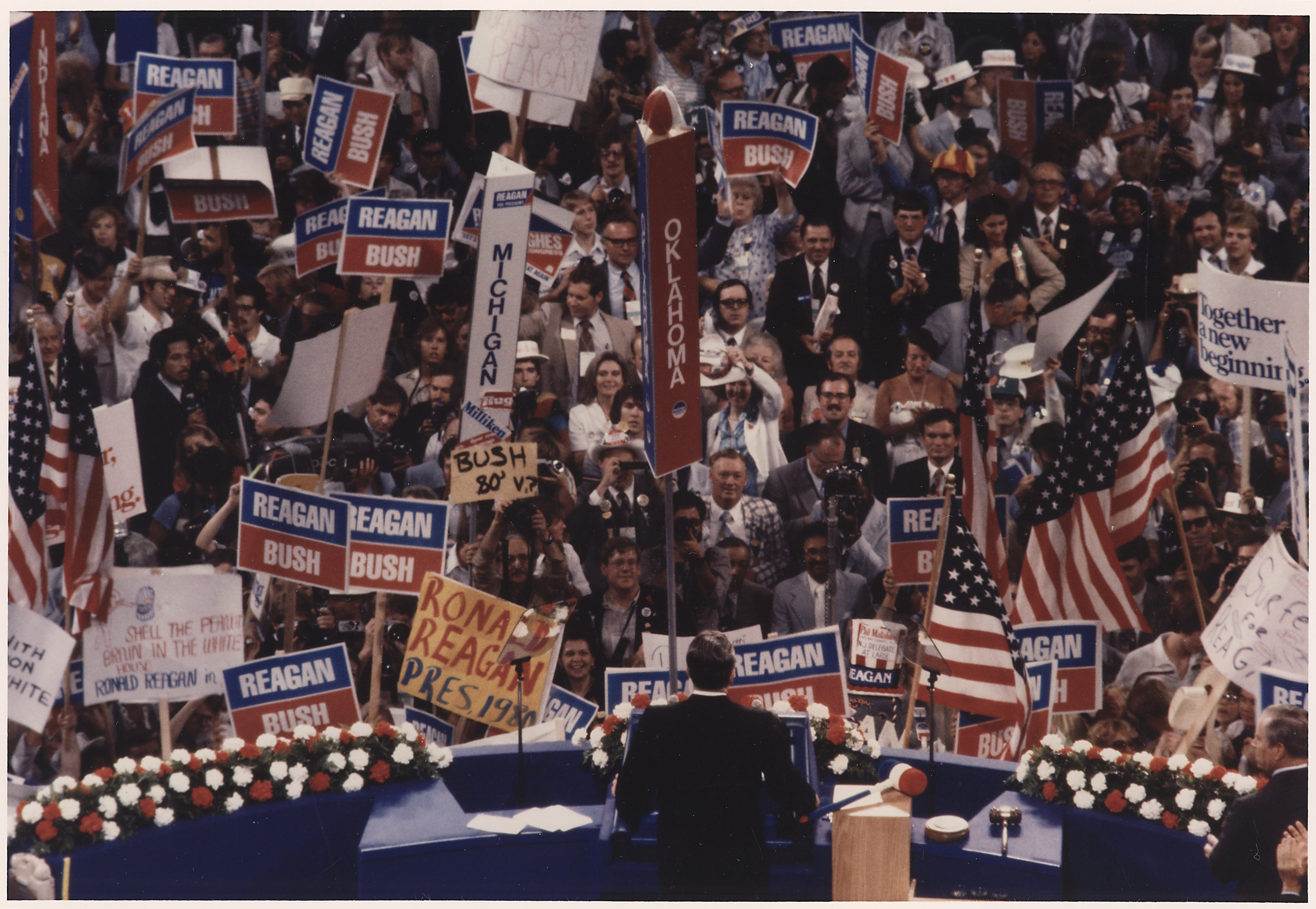
Ronald Reagan dando su discurso de aceptación

La Convención Nacional de 1980 del Partido Republicano de los Estados Unidos se reunió en Joe Louis Arena en Detroit, Míchigan, del 14 de julio al 17 de julio de 1980. La Convención Nacional Republicana nominó al actor retirado de Hollywood y exgobernador Ronald W. Reagan de California para presidente y el exrepresentante George HW Bush de Texas para vicepresidente. 
Reagan, con el tema "Hagamos que Estados Unidos vuelva a ser grandioso", se hospedó en el Detroit Plaza Hotel en el Renaissance Center, en ese momento el hotel más alto del mundo, y pronunció su discurso de aceptación en el Joe Louis Arena.  Sigue siendo la única convención política nacional de un partido importante que se ha celebrado en Detroit.
Además de Reagan, Bush y el orador principal Guy Vander Jagt; otros oradores notables incluyeron al exsecretario del Tesoro William E. Simon; el exsecretario de Defensa Donald Rumsfeld y el expresidente Gerald Ford (la noche de apertura de la convención coincidió con el cumpleaños número 67 de Ford, y después de su discurso, Ford recibió un cheque para ayudar a financiar la Biblioteca Presidencial Gerald Ford); el exsecretario de Estado Henry Kissinger; el senador de Arizona y candidato presidencial republicano de 1964 Barry Goldwater (presentado por su hijo, el congresista de California Barry Goldwater Jr.); el congresista de Nueva York Jack Kemp; el director ejecutivo de la Asociación Nacional para el Avance de las Personas de Color, Benjamin Hooks; la senadora de Kansas Nancy Kassebaum (presentada por una película de su padre, Alf Landon, candidato presidencial republicano de 1936); el ex gobernador de Texas John Connally y la ex embajadora en el Reino Unido Anne Armstrong.

## Voto presidencial
Luego de las victorias en varias primarias ricas en delegados en abril y principios de mayo, el exgobernador tenía un candado en la nominación antes de la convención. Su último oponente restante en la carrera, George HW Bush, se retiró el 26 de mayo e instó a sus seguidores a respaldar a Reagan. Según las reglas del partido entonces vigentes, solo el nombre de Reagan se nombró oficialmente. Debido a esto, el objetivo del excontendiente John B. Anderson de tener un orador en la convención se vio frustrado.
| Candidato          | Votos | %     |
| Ronald Reagan      | 1,939 | 97,44 |
| John B. Anderson   | 37    | 1.86  |
| ------------------ | ----- | ----- |
| Georege H. W. Bush | 13    | 0,65  |
| Anne Armstrong     | 1     | 0,05  |
| Total de votos     | 1,990 | 100%  |
| Votos necesarios   | 996   | >50%  |

## La selección de vicepresidente
Reagan esperó hasta la Convención en julio para anunciar su elección de compañero de fórmula, como era costumbre en ese momento. Después de que Reagan consiguiera la nominación presidencial, se elaboró una breve lista de posibles compañeros de fórmula, incluidos Howard Baker, William Simon, Jack Kemp, Richard Lugar, Paul Laxalt y George Bush.

### Posible selección de Gerald Ford

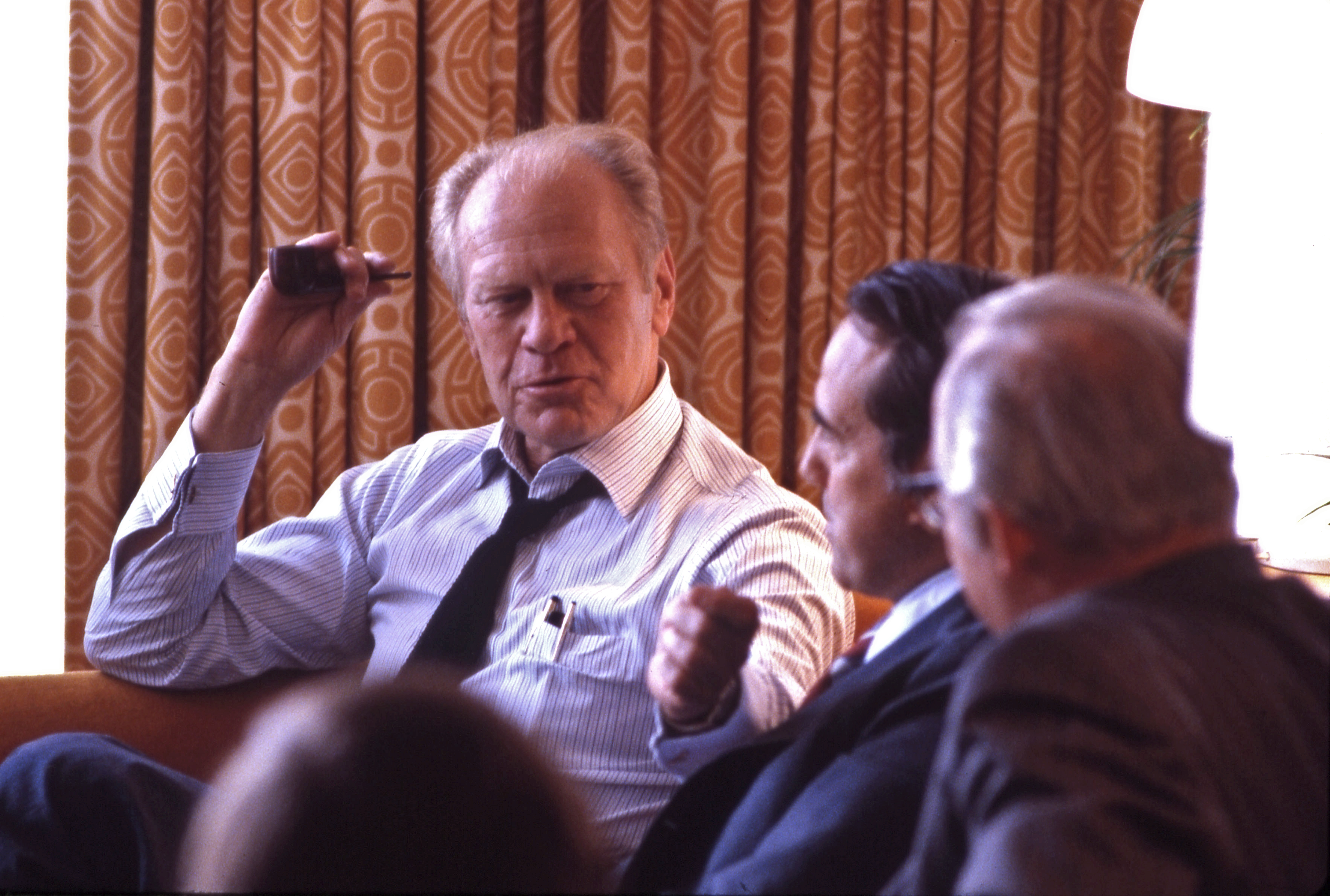
El 16 de julio, Gerald Ford consulta con Bob Dole, Howard Baker y Bill Brock antes de tomar la decisión de rechazar finalmente la oferta de Reagan.

Poco antes de la convención, se consideró la posibilidad de elegir al expresidente Gerald Ford como candidato a vicepresidente. Ford solicitó ciertos poderes y prerrogativas que, según se ha descrito, convierten a Ford en copresidente (si hubiera sido elegido). Las negociaciones sobre los términos de dicho acuerdo se llevaron a cabo en el Hotel Pontchartrain. Estos incluyeron el regreso de Henry Kissinger como secretario de Estado y el nombramiento de Alan Greenspan como secretario del Tesoro en un "acuerdo global".
El 16 de julio, Ford fue entrevistado por Walter Cronkite. Según Bob Schieffer, "toda la convención se detuvo", cuando, después de que Cronkite le preguntara, Ford no descartó los rumores de que Reagan lo estaba considerando como compañero de fórmula. Sin embargo, las negociaciones finalmente fracasaron más tarde ese día cuando las dos partes no pudieron llegar a un acuerdo.

### Selección de George Bush
La selección de Reagan de George Bush como su compañero de fórmula se desarrolló después de que las negociaciones con Ford llegaron a un punto muerto, y se finalizó menos de 24 horas antes de que se anunciara la multa. Fue Richard Allen, entonces asesor principal de política exterior de Reagan, quien sugirió a Bush como una alternativa viable a Ford, creyendo que poseía "las mejores credenciales de los posibles compañeros de fórmula mencionados".

### El voto vicepresidencial

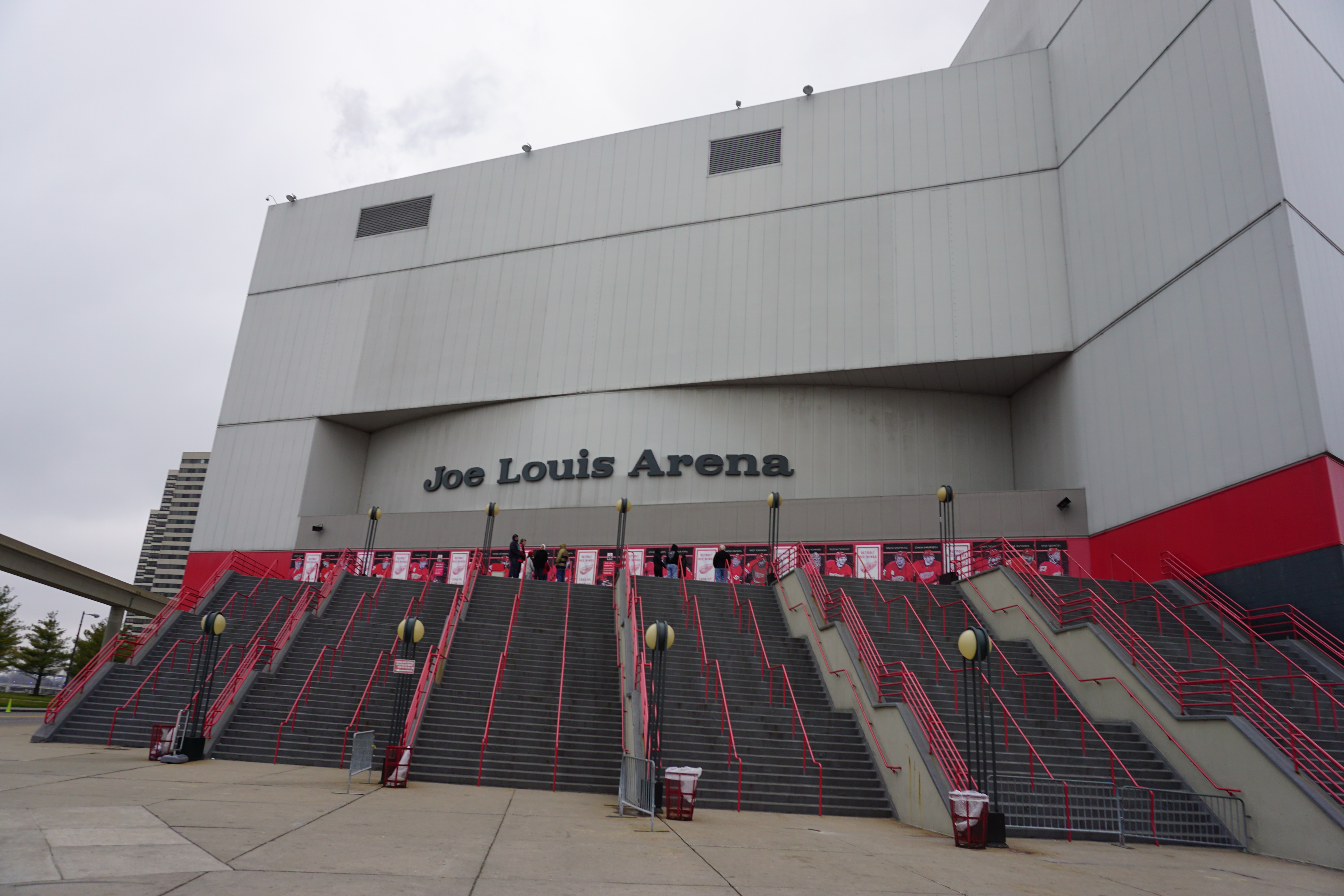
El Joe Louis Arena fue el sitio de la Convención Nacional Republicana de 1980

A pesar de que Reagan había dado el paso sin precedentes de anunciar su elección de compañero de fórmula desde el podio de la convención, algunos delegados todavía estaban resentidos por Bush por derrotar a Reagan en varias primarias, y especialmente en los caucus de Iowa. En un desafío directo a la nominación de Bush, nominaron al senador Jesse Helms para oponerse a él. El esfuerzo no llegó a ninguna parte y Bush ganó por un margen abrumador. Esta sería la última vez durante el siglo XX que se impugnaría la mitad inferior del boleto, ya que las reglas se cambiarían en 1988 para evitar que esto vuelva a suceder.
| Candidato         | Votos | %     |
| ----------------- | ----- | ----- |
| George H. W. Bush | 1,832 | 93,33 |
| Jesse Helms       | 54    | 2,75  |
| Jack Kemp         | 42    | 2,14  |
| Phil Crane        | 23    | 1,17  |
| James R. Thompson | 5     | 0,26  |
| Otros             | 7     | 0,35  |
| Total de votos    | 1,963 | 100%  |
| Votos necesarios  | 982   | >50%  |